# تقی‌الدین الصلح
تقی‌الدین الصلح (عربی: تقي الدين الصلح؛ ۱ ژانویهٔ ۱۹۰۸ – ۲۷ نوامبر ۱۹۸۸) سیاست‌مدار اهل لبنان بود. وی دو بار از ۲۱ ژوئن ۱۹۷۳ تا ۳۱ اکتبر ۱۹۷۴ و از ۲۰ ژوئیه ۱۹۸۰ تا ۲۵ اکتبر ۱۹۸۰ نخست‌وزیر این کشور بود.
تقی‌الدین الصلح در ۲۷ نوامبر ۱۹۸۸، در سن ۸۰ سالگی در پاریس درگذشت.